# Walter Hain (Autor)
Walter Hain (* 12. März 1948 in Wien) ist ein österreichischer Buchautor, der vor allem im Themenfeld der Prä-Astronautik schreibt.

## Leben und Werk
Walter Hain ist gelernter Elektroinstallateur. Er arbeitete von 1971 bei 1985 als Grafiker und Illustrator bei Philips und anschließend von 1986 bis 1999 als Mitarbeiter für Werbung, Information und Marketing bei Wiener Linien.
1979 veröffentlichte er unter dem Titel Wir, vom Mars – Alte und neue Hypothesen über den roten Planeten ein Buch über das Marsgesicht, eine Bodenerhebung auf dem Mars, die 1976 von der US-amerikanischen Raumsonde Viking 1 entdeckt wurde. Im Jahr 1995 erschien sein Buch Das Marsgesicht – und andere Geheimnisse des Roten Planeten. 1997 veröffentlichte er sein Buch Sein Reich war nicht von dieser Welt mit Bezug zum Marsgesicht und Jesus Christus.

## Publikationen (Auswahl)
- Wir, vom Mars: Alte und neue Hypothesen über den roten Planeten. Ellenberg, Köln 1979, ISBN 3-921369-53-3.
- Das Marsgesicht und andere Geheimnisse des Roten Planeten. Herbig, München 1995, ISBN 3-7766-1912-0.
- Sein Reich war nicht von dieser Welt: Beweise für die außerirdische Herkunft Christi. Ullstein, Berlin 1997, ISBN 3-548-35737-7.
- Pyramiden in China: Neue archäologische Entdeckungen im Reich der Mitte. Fachverlag für Traditionelle Chinesische Medizin und Östliche Wissenschaften, Stralsund 2011, ISBN 978-3-941814-27-1.
- mit Renate Hain: Kaiserin Elisabeth und die historische Wahrheit. Norderstedt 2015, ISBN 978-3-7386-0007-0.